# Liste der Bodendenkmale in Pirow
In der Liste der Bodendenkmale in Pirow sind alle Bodendenkmale der brandenburgischen Gemeinde Pirow und ihrer Ortsteile aufgelistet. Grundlage ist die Veröffentlichung der Landesdenkmalliste mit dem Stand vom 31. Dezember 2020.
Die Baudenkmale sind in der Liste der Baudenkmale in Pirow aufgeführt.

## Bodendenkmale
| Gemarkung        | Flur | Kurzansprache                                    | Bodendenkmalnummer | Bemerkung | Bild |
| ---------------- | ---- | ------------------------------------------------ | ------------------ | --------- | ---- |
| Pirow (Lage)     | 4, 5 | Dorfkern Neuzeit, Dorfkern deutsches Mittelalter | 111665             |           |      |
| Hülsebeck (Lage) | 4, 5 | Dorfkern Neuzeit, Dorfkern deutsches Mittelalter | 111664             |           |      |